# Eyebase
eyebase mediasuite ist ein Bildverwaltungssystem oder Digital Asset Management System (DAM) des Herstellers CMB GmbH aus Deutschland.
Das System ist rein Webbrowser-basiert und läuft somit auf nahezu allen Betriebssystemen in Browsern wie z. B. Internet Explorer (IE), Mozilla Firefox, Safari (Apple) und anderen.

## Aufbau der Software
Die Digital Asset Management Software „eyebase mediasuite“ gehört zum Bereich der Content-Management-Systeme.
Sie verwaltet neben den gängigen Bildformaten wie JPG (JPEG File Interchange Format), TIFF (Tagged Image File Format) und GIF (Graphics Interchange Format) auch RAW-Dateien (Rohdatenformat), Video- und Audiodateien sowie PDF-Dateien, Dokumente von Microsoft Word, PowerPoint, Adobe InDesign, Adobe Illustrator, Adobe Photoshop und andere.
Das Gesamtsystem von eyebase basiert auf einer Datenbank (MS SQL oder MySQL) mit Verweisen auf Bilddateien, die Datensätze referenzierten und damit also zu verwaltende Dateien indizieren.
Dabei werden IPTC-, Exif- und XMP-Informationen, aber auch eine eigens aufbaubare Metadatenstruktur verwendet.
Alle Änderungen an den Bilddateien werden synchron in denselben sowie im Index gespeichert.
Als Metadaten-Standards werden die in der Fotografie und Medienbranche üblichen Formate IPTC-IIM sowie IPTC-Core verwendet.
Bei Bedarf können diese Standards durch den Systemadministrator abgewandelt oder auch andere Standards eingebunden werden (z. B. Dublin Core).
Das System ist als Bilddatenbank aber auch zur Verwaltung von Videodateien und Dokumenten verbreitet bei der werbenden Wirtschaft (z. B. Chanel, BMW AG, Haribo, Continental Group, Konrad Adenauer-Stiftung, Stiftung Humboldt Forum), im Bank- und Versicherungswesen (z. B. Hannover Rück, BDO, Bank Frick), bei Tageszeitungs- und Zeitschriftenverlagen (z. B. Wirtschaftsblatt), in Presseagenturen oder Werbe- und Marketingabteilungen verschiedener Branchen, wie auch bei NGOs (z. B. Tierschutzbund Deutschland, Malteser Hilfsdienst, Schweizer Tierschutzbund) und im Tourismus (z. B. Vorarlberg Tourísmus GmbH, Hotellerie Suisse) oder professionellen Fotografen.
In einer Kooperation mit Adobe wurde ein Plugin für Adobe Lightroom entwickelt, welches ein nahtloses Zusammenspiel zwischen Online- und Offline-Systemen ermöglicht.
Einsatzgebiete:
| - Verwaltung von Multimedia-Inhalten und Dateien online (Cloud) - Verwaltung von Bildern und Videos in Kombination mit Adobe Lightroom (offline) und eyebase-cloud (online) inklusive Beschlagwortung - Kontrollierte Verteilung an Dritte via PIN-Zugang | - PrePress - Organisation jeglicher Workflows im Intranet und Internet, die Bildmaterial betreffen - Automatische Publikation bestimmter Inhalte zu bestimmten Zielen - Verwaltung von Bildern und Dokumenten für Webseiten und CMS (z. B. Convera, Typo3, ms3, WordPress, Magento, PIM Systeme…) | - Web2Print - Markenpflege, Pressearbeit, Unterstützung durchgängiger CI, Content-Management - Produktinformations-Management (PIM) und Customer Relationship Management (CRM) als Module erhältlich |

## Geschichte
Die erste Version der Software kam unter dem Namen „ibase“ 2004 auf den Markt. Schon zuvor hatte der Hersteller seit 1991 Client/Server basierte Systeme im DAM Bereich im Angebot (Handelsnamen: Portfolio Manager, CMB Storage und arteFact), welche weltweit als erste Software zur Verwaltung von Bildern gelten. In Ermangelung technischer Möglichkeiten, Bilder zu komprimieren und in Vollfarbe darzustellen, wurden in den ersten Versionen SW und HW basierte Fraktalkompressoren eingesetzt, bis sich später das JPG Format etablierte.

Beide Bilddatenbank Systeme waren seit 1992 im Museumsbereich, Archivbereich und in Kunst- und Kultureinrichtungen weit verbreitet und viel publiziert

2008 wurde das System erheblich erweitert und erhielt aus markenrechtlichen Gründen den Namen „eyebase“.
Der Hersteller von eyebase hält einige Patente und Gebrauchsmuster, welche auch an Kunden lizenziert werden, so z. B. das Gebrauchsmuster für die Verknüpfung von Informationen zur Wissensbildung.

2015 wurde eyebase von der britischen DAM-Foundation und der US-amerikanischen Publikation Media & Entertainment Tech Outlook als eines der zehn führenden DAM-Systeme weltweit gelistet.

## Technische Daten
- Open Source Basiskomponenten: Linux, Apache und PHP
- Datenbankserver: Microsoft SQL oder mySQL
- Frontends: FireFox, Chrome, MS Edge, Safari oder andere Webbrowser auch via Mobilgeräte
- Über 160 verschiedene Bildformate, unter anderem: GIF, JPG, PNG, SWF, PSD, BMP, TIFF, JPC, JP2, JPX, JB2, SWC, RAW Camera, PDF (auch mehrseitig)
- Multimediaformate: Microsoft Word, Microsoft Excel, Microsoft Powerpoint, Quicktime (MOV), RealPlayer (RAM), AVI, MPEG1, MPEG2, MPEG4, MP3 und Wav
- Metadatenformate (lesend und schreibend): IPTC, EXIF, XMP
- Volltextindizierung